# Камполоро-ди-Мориани
Камполоро-ди-Мориани (фр. Campoloro-di-Moriani) — упразднённый в 2015 году кантон во Франции, находился в регионе Корсика, департамент Верхняя Корсика. Входил в состав округа Бастия.
Всего в кантон Камполоро-ди-Мориани входило 9 коммун, из них главной коммуной являлась Червионе. 22 марта 2015 года все 9 коммун вошли в состав нового кантона Кастаньичча.

## Коммуны кантона
| Коммуна                   | Население, чел. (1999) | Почтовый индекс | Код INSEE |
| ------------------------- | ---------------------- | --------------- | --------- |
| Валле-ди-Камполоро        | 263                    | 20221           | 2B335     |
| Сан-Джованни-ди-Мориани   | 85                     | 20230           | 2B302     |
| Сан-Джулиано              | 608                    | 20230           | 2B303     |
| Сан-Николао               | 1 316                  | 20230           | 2B313     |
| Санта-Лучия-ди-Мориани    | 1 003                  | 20230           | 2B307     |
| Санта-Мария-Поджо         | 629                    | 20221           | 2B311     |
| Сант’Андреа-ди-Котоне     | 167                    | 20221           | 2B293     |
| Санта-Репарата-ди-Мориани | 43                     | 20230           | 2B317     |
| Червионе                  | 1 452                  | 20221           | 2B087     |

## Население
Население кантона на 2008 год составляло 6334 человека.
| 1962 | 1968 | 1975 | 1982 | 1990 | 1999 | 2006 | 2007 | 2008 |
| ---- | ---- | ---- | ---- | ---- | ---- | ---- | ---- | ---- |
| 2881 | 3642 | 3799 | 4089 | 4905 | 5566 | —    | —    | 6334 |